# 英國廣播公司第二台
英國廣播公司第二台（英語：BBC Two，舊名BBC2）是英國廣播公司拥有并运营的一条的免费公共广播频道，于1964年启播，其节目以娱乐節目和知識性節目为主。任务是 "播放有深度、有内涵的节目"，与更主流和流行的第一台形成了对比。
与英国广播公司的其他国内电视和广播频道一样，它的资金来自电视许可证，因此不含商业广告。总的来说，第二台是一个资金相对充足的公共电视台，经常获得比世界上大多数公共电视台高得多的观众份额。
本台最初的名称是BBC2，是英国第三个电视频道（始于1964年4月21日），从1967年7月1日起，它是欧洲首条定期进行彩色电视广播的电视频道。它被设想为非主流类节目与更有雄心的节目的归宿 ，虽然这种趋势一直持续到现在，但大多数以前在第二台播出的小众兴趣节目，如逍遥音乐会，现在往往于第四台播出。
根据Populus为BBC进行的一项重要的全球研究显示，BBC Two被评为世界上品質第三高的电视频道，仅次于巴西的TV Cultura和BBC One。

## 历史
BBC Two是英国第三个电视频道，原定于1964年4月20日开播；但当晚因巴特西发电站着火，包括當時BBC總部倫敦電視中心在內的伦敦西区大停电，只能推迟到次日晚间才开播。BBC Two也是英國第一個UHF電視頻道。1967年7月1日，英國廣播公司第二台成为欧洲第一个彩色电视频道。
BBC Two的节目以娱乐節目和知識性節目为主。和面向大眾的第一台相比，第二台主要面向小眾觀眾，製作的節目也有不少是劍走偏鋒的實驗類節目，其代表就是頂級跑車秀。但若某一节目收视率较高，一般都会转移到英國廣播公司第一台播出。此外，英國廣播公司第二台還製作眾多在學校播出的教育節目。
从英國廣播公司高清频道开播以来，BBC Two的部分节目也同时于高清频道同步播出。英國廣播公司在2011年10月宣布，英國廣播公司第二台将会在2013年前实现高清同步播出。2013年3月26日，BBC Two开始同步提供標準畫質與高畫質頻道。